# NGC 7269
NGC 7269 é uma galáxia espiral (Sb) localizada na direcção da constelação de Aquarius. Possui uma declinação de -13° 10' 01" e uma ascensão recta de 22 horas, 25 minutos e 46,8 segundos.
A galáxia NGC 7269 foi descoberta em 1886 por Frank Leavenworth.